# Päpstliches Orientalisches Institut

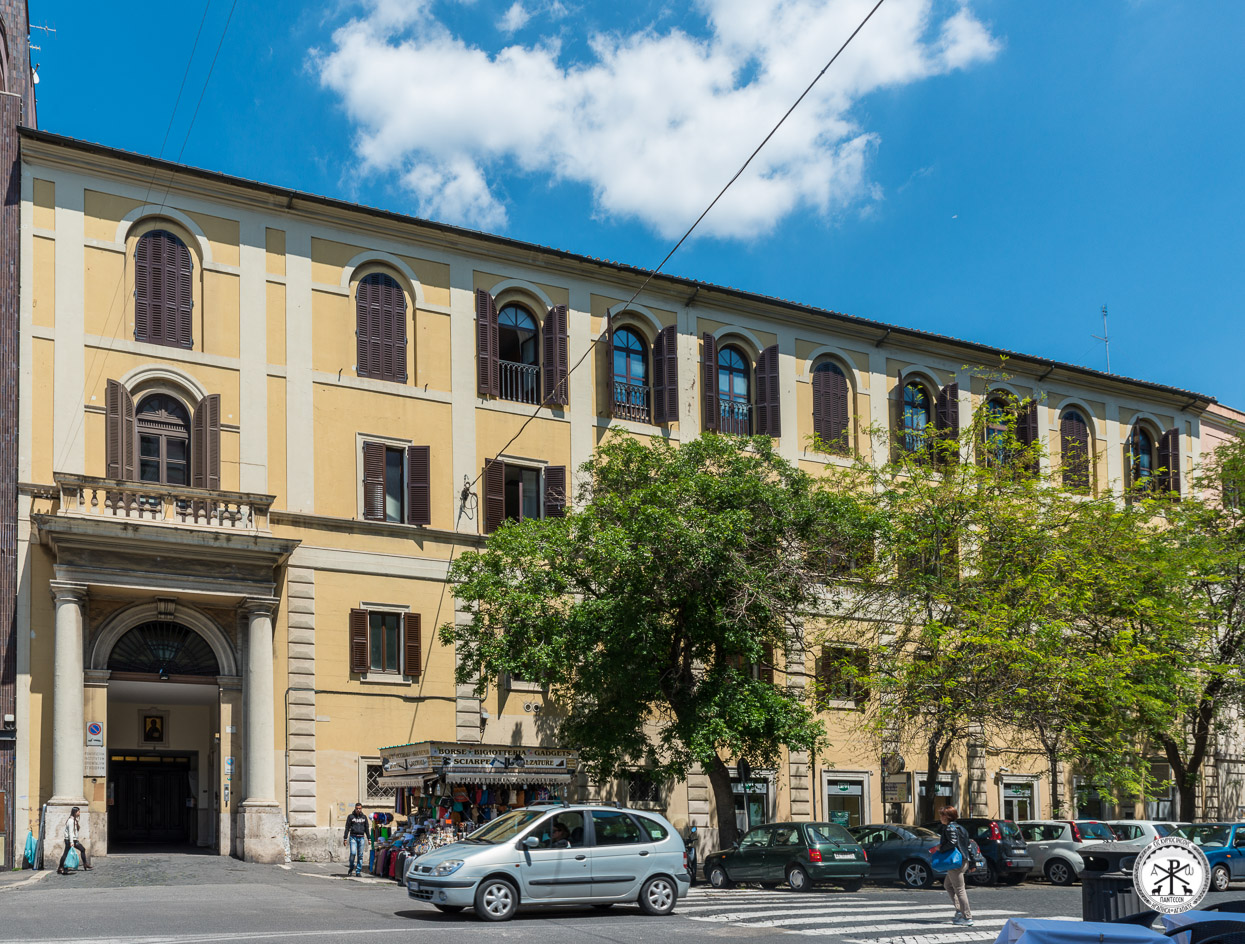
Pontificio Istituto Orientale

Das Päpstliche Orientalische Institut (ital.: Pontificio Istituto Orientale, lat.: Pontificium Institutum Orientalium Studiorum; P.I.O.) ist eine Katholische Hochschule kanonischen Rechts in Rom und besteht aus den Fakultäten Östliches Kirchenrecht und Studien zur östlichen Kirche.
Seit dem 19. Mai 2024 firmiert das Päpstliche Orientalische Institut sowie auch das Päpstliche Bibelinstitut offiziell unter dem Dach der Päpstlichen Universität Gregoriana.

## Geschichte
1917 gründete Papst Benedikt XV. das Zentrum für Studien über die Ostkirchen. Die Aufgaben, die er am 15. Oktober 1917 mit dem Apostolischen Schreiben Orientis catholici (Ecclesiae Orientales) festlegte, liegen im Studium und Verstehen der östlichen sowie in der Bereicherung und Vertiefung der abendländischen Tradition.
Am 14. November 1929 wurde die Bibliothek über das Christentum im Osten eröffnet, die heute mit 180.000 Bänden die größte ihrer Art weltweit ist. Die Bibliothek enthält spezialisierte Literatur zu Kirchengeschichte, Theologie, Patristik, Spiritualität, Hagiographie, Liturgie, Kanonisches Recht und Sakralkunst sowie Ökumene aus der Byzantinisch-Slawischen Welt, des Balkans, des Nahen und Mittleren Ostens.

## Hochschule
Gegenstand der Studien sind die ostsyrische „Kirche des Ostens“, die orientalisch-orthodoxen Kirchen, die byzantinisch-orthodoxen Kirchen und alle Katholischen Ostkirchen. Geografische Schwerpunkte der Studien liegen im Nahen Osten, Osteuropa, Ägypten, Äthiopien, Eritrea und im südlichen Indien. Die wissenschaftliche Leitung hat der Jesuitenorden.
Seit der Gründung haben ca. 6.000 Studenten am Orientalischen Institut studiert und über 500 Studenten promoviert. In den jährlich stattfindenden internationalen Konferenzen und Versammlungen werden alle wichtigen und aktuellen Themen, z. B. die diplomatischen Verbindungen zwischen dem Vatikan und den osteuropäischen Kirchen, von hochrangigen Gelehrten diskutiert.
Das Institut ist Herausgeber der „Orientalia Christiana Analecta“ und der „Orientalia Christiana Periodica“ sowie der „Kanonika“ und der „Anaphorae Orientalis“, des Weiteren der „Edizioni Orientalia Christiana“.

### Fakultät für Studien zur östlichen Kirche
Etwa zwei Drittel aller eingeschriebenen Studenten sind in der Fakultät für Studien zur östlichen Kirche eingeschrieben. Sie studieren in den Fächern Theologie, Liturgie und Geschichte. Der höchste Abschluss ist der akademische Grad eines kanonischen Doktors.

### Fakultät für östliches Kirchenrecht
Die übrigen Studenten studieren in der Fakultät für östliches Kirchenrecht. Diese Fakultät ist die einzige ihrer Art auf der Welt. Zum Studiengang gehören das kanonische Recht der östlichen Kirche und dessen geschichtliche Entwicklung. Des Weiteren zählen die Fachrichtungen für Theologie und praktische Anwendung des kanonischen Rechts in den östlichen Kirchen zum Studieninhalt. Die Studiengänge schließen mit einem Staatsexamen oder mit einem Doktor des Kanonischen Rechts ab.

## Studentenschaft
Die Zahl der Studenten schwankt jährlich zwischen 300 und 400. Sie kommen aus fast 40 Ländern der Welt. Die überwiegende Zahl sind Priesterseminaristen, Diakone, Priester und Ordensmitglieder. Die größte nationale Gruppe stellen die Ukrainer, gefolgt von Kerala (Bundesstaat in Südindien). Daneben gibt es auch Studierende aus nichtchristlichen Religionen.
Voraussetzung ist ein Erststudium; Abschlüsse sind als Lizentiat und Doktorat möglich.

## Persönlichkeiten
- Guillaume de Jerphanion (1877–1948), Professor
- Michel d’Herbigny (1880–1957), Rektor
- Georg Hofmann (1885–1956), Theologe und Byzantinist, Professor am POI
- Irénée Hausherr SJ (1891–1978), Professor für Patristik  und ostkirchliche Spiritualität
- Albert Maria Ammann (1892–1974), 1936 Ordinarius, ab 1948 Lehrstuhl für christliche Archäologie und ostchristliche Kunst
- Alois Kardinal Grillmeier (1910–1998), studierte Ostkichenrecht am POI
- Ivan Prasko (1914–2001), Bischof der Ukrainischen Griechisch-katholischen Kirche
- Tomáš Kardinal Špidlík SJ (1919–2010), Professor für Patristik  und ostkirchliche Spiritualität
- Peter Hans Kolvenbach SJ (* 1928), Leiter des POI 1981–1983, später 29. General der Societas Jesu
- Amfilohije Radović (1938–2020), serbisch-orthodoxe Metropolit von Montenegro und dem Küstenland und Erzbischof von Cetinje
- Seine Allheiligkeit Bartholomäus I. (* 1940), studierte Ostkirchenrecht am POI
- Kidane Yebio, eriträischer Bischof von Keren
- Hlib Lonchyna (* 1954), Bischof und Exarch von Großbritannien
- Cesare Pasini (* 1950), Doktor in Scienze Ecclesiastiche Orientali, seit 2007 Präfekt der Vatikanischen Bibliothek
- Cyril Vasiľ SJ  (* 1965), Leiter des POI 2007–2009, später Kurienerzbischof